# Зажинки
Зажинки — початок жнив, давній український народний ритуал зажинання першого снопа. Це робила, як правило, берегиня роду — мати (за її відсутності старша дочка) під спів зажинкової пісні.

## Про свято
Коли жито, ячмінь і пшениця дозріють, то господиня бере хліб-сіль і громичну свічку (свічка, посвячена на Стрітення, їх запалювали і ставили перед образами під час грози, щоб оберегти людей та худобу від грому, ці ж свічки давали в руки вмираючому при читанні одхідної молитви) та йде в поле зажинати ниву; вона жне серпом перший сніп пашні, несе його додому і ставить той сніп на покуття під образами, в інших місцевостях — у стодолі, де він стоїть аж до кінця молотьби. Пізніше цей сніп обмолочують окремо й зерна з нього святять у церкві, а перед засівом змішують їх із насінням. Соломою з першого снопа загодовують корів, щоб не хворіли. Часом зажинки робилися в присутності священика.
Крім зажинок, робили ще й закрутку, щоб рука лиходія і знахаря не могла зіпсувати хліба. Закрутка робилася так: коли дозрівали хліби, тоді жінки йшли з піснями в поле, і одна з них взявши в жменю колосся, завивала їх вузлом — це й була закрутка. Інші в цей час співали хороводні пісні на завиття вінків, а потім усі разом поверталися додому.